# Doyle (California)
Doyle es un lugar designado por el censo ubicado en el condado de Lassen en el estado estadounidense de California. En el año 2010 tenía una población de 678 habitantes.

## Geografía
Doyle se encuentra ubicado en las coordenadas 40°1′39″N 120°6′12″O / 40.02750, -120.10333.